# Kowai River (Waimakariri District)
Der Kowai River ist ein Fluss im Waimakariri District der Region Canterbury auf der Südinsel von Neuseeland.

## Geographie
Der Kowai River entspringt in den Torlesse Range zwischen The Gap, 1200 m westsüdwestlich, und dem Red Peak, 600 m ostnordöstlich. Nach einem rund 4 km südlichen Verlauf knickt der noch junge Fluss nach Westsüdwesten ab, beschreibt einen langgezogenen Linksbogen und trifft nach rund 9 Flusskilometern auf den New Zealand State Highway 73. Der SH 73 kommt über den westnordwestlichen Porters Pass und folgt dem Fluss mehrfach wechselnd links- und rechtsseitig bis vor die kleine Ortschaft Springfield, bevor er südlich des Waimakariri River verlaufend nach Christchurch führt. Der Kowai River hingegen passiert Springfield an der nördlichen Seite, nimmt linksseitig den Rubicon River sowie den Little Kowai River auf, und mündet am nordwestlichen Rand der Canterbury Plains und rund 4,5 km ostnordöstlich von Springfield in den Waimakariri River.
Nördlich von Springfield überquert die Eisenbahnstrecke der Midland Line den Fluss.